# Euphorbia gilbertiana
Euphorbia gilbertiana är en törelväxtart som beskrevs av Bisseret och Specks. Euphorbia gilbertiana ingår i släktet törlar, och familjen törelväxter. Inga underarter finns listade i Catalogue of Life.